# Карел Рейш
Ка́рел Рейш (чеськ. Karel Reisz; нар. 21 липня 1926 — пом. 25 листопада 2002) — британський кінорежисер і кінопродюсер чеського походження, відомий за фільмами «Жінка французького лейтенанта» (1981), «У суботу ввечері, в неділю вранці» (1960) і «Морган: Підходящий випадок для терапії» (1966).

## Життєпис
Народився 21 липня 1926 року у місті Острава, в Чехословаччині, у родині юриста.
Рейш — один із 669 єврейських біженців, врятованих Ніколасом Вінтоном. У 1938 році він приїхав до Англії.
Навчався у Leighton Park School, квакерській школі поблизу міста Редінг.
Під час Другої світової війни воював як пілот чеської ескадрильї у Королівських ВПС. Батьки Рейша — загинули в Освенцімі.
Після демобілізації вивчав природничі науки у Еммануїл коледжі Кембриджського університету та писав статті для журналів про кіно, у тому числі — для журналу «Sight & Sound». 
У 1947 році, разом із Ліндсі Андерсоном і Гевіном Ламбертом, став одним із засновників журналу «Sequence».
Керував програмним відбором Британського інституту кінематографії. 
У 1970 році був членом журі 23-го Каннського кінофестивалю.
У 1983 році був членом журі 36-го Каннського кінофестивалю.
Помер 25 листопада 2002 року у Лондоні.

## Родина

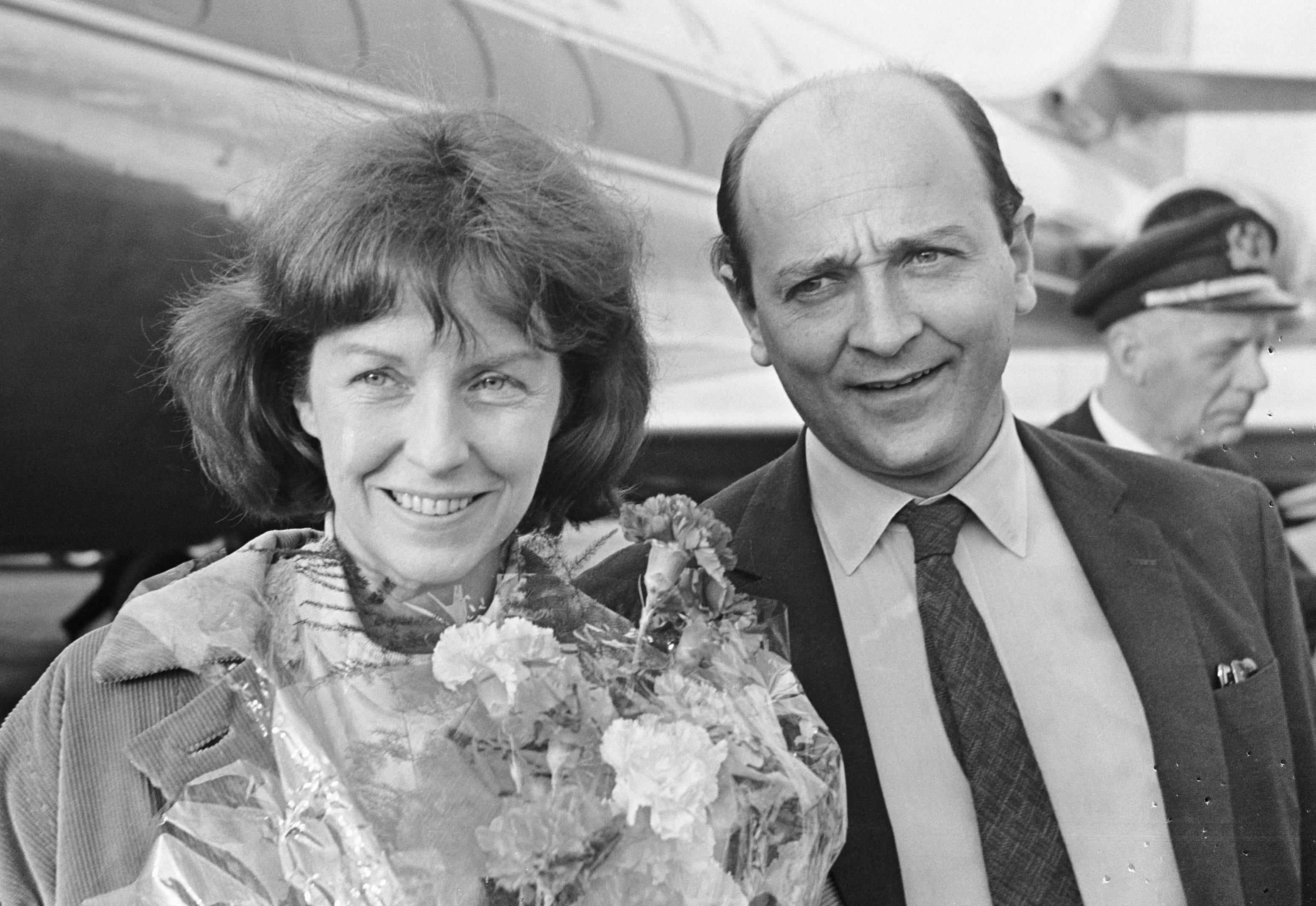
Із другою дружиною, Бетсі Блер
1966

Перша дружина — Джулія Коппард. З нею Рейш був одружений із 1953 по 1963 рік і мав трьох синів.
5 вересня 1963 році одружився вдруге, на американській кіноакторці Бетсі Блер, з якою залишався разом до своєї смерті.

## Творчість
У 1953 році Рейш видав книгу «Техніка монтажу фільмів», яку написав ще до того, як почав займатися професійним кіно.
У 1950-х роках був одним із засновників руху «Вільне кіно», учасники якого намагалися створювати фільми поза рамками комерційної кіноіндустрії, використовувати експериментальні підходи та звертатися до соціальної проблематики. Подальші повнометражні фільми Рейша часто торкалися проблематики робітничого класу та класової нерівності. Він був одним із найвпливовіших режисерів «британської нової хвилі».
У 1955 році Рейш зняв свій перший документальний фільм — «Мама не дозволяє» — у співавторстві із Тоні Річардсоном.
У 1961 році отримав премію БАФТА.
Останній повнометражний фільм Рейша — «Усі у виграші» (1990).
Із 1991 по 2001 рік займався театральними постановками в Лондоні (зокрема, в театрі Almeida), Дубліні та Парижі.

## Вшанування пам'яті

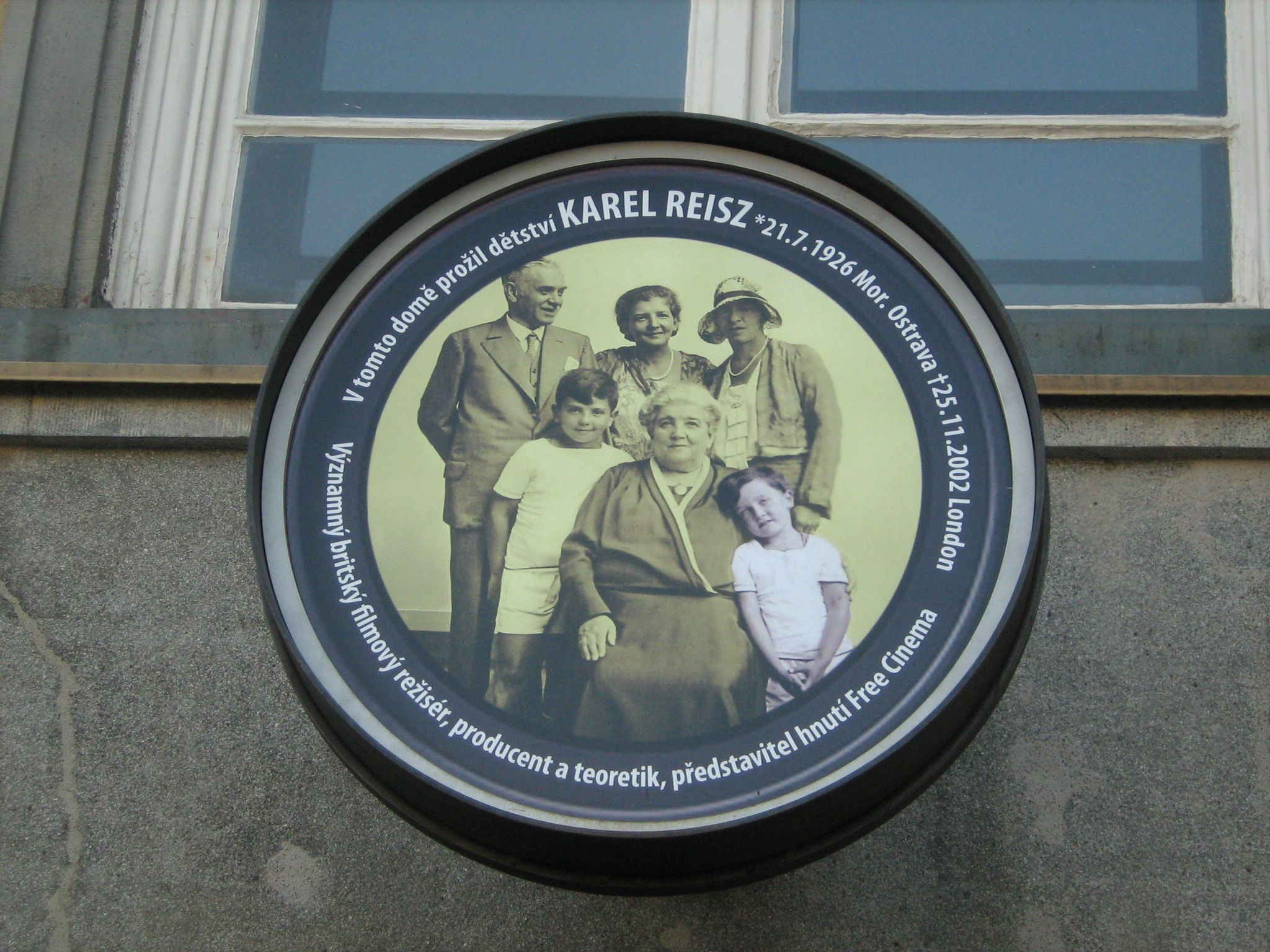
Меморіальна дошка на будинку у місті Острава, де народився і провів юність Рейш
2010

- На будинку по вулиці 28 жовтня у місті Острава, де народився і провів юність Рейш, встановлено меморіальну дошку, присвячену Рейшу і його сім'ї.

## Фільмографія
- 1955 — «Мама не дозволяє»
- 1958 — «Ми — хлопці із Ламбету»
- 1960 — «У суботу ввечері, в неділю вранці»
- 1966 — «Морган: Підходящий випадок для терапії»
- 1968 — «Айседора»
- 1974 — «Гравець»
- 1978 — «Хто зупинить дощ»
- 1981 — «Жінка французького лейтенанта»
- 1985 — «Солодкі мрії»
- 1990 — «Усі у виграші»